# Raphaël Nzabakomada-Yakoma
Raphaël Nzabakomada-Yakoma, né en 1944 à Baboua, au cœur de la région concernée par la guerre du Kongo-Wara, et décédé en 1985, est un historien centrafricain.

## Biographie
Raphaël Nzabaomada-Yakoma est un historien centrafricain doyen de la faculté des Lettres et Sciences Humaines de Bangui né en 1944 à Baboua et décédé en 1985.
Il fait ses études supérieures aux universités Paris-X et Paris-VII.
Il retrouvera en France des personnalités telles que Jean-Paul Noupandé, Daniel Nditifei Boysembé, Joseph Koyagbélé, Yarisse Zoctizoum, Robert Amedi, Edmond Gnikingo, Philippe Manga Mabada ou encore Louis Ouandet.
Il milite au sein de l’Union nationale des étudiants centrafricains (UNECA) avec Jean-Paul Noupandé, Daniel Nditifei Boysembé, Yarisse Zoctizoumou encore Robert Gopayo en 1969 lorsque le régime de BOKASSA se durcit après l’exécution du colonel Alexandre Banza (homme fort du putsch de la Saint-Sylvestre 1966), pour tentative de coup d’État contre son ancien chef.
Il obtient son doctorat de 3e cycle en histoire en 1975 avec sa thèse sur la guerre du Kongo-Wara ce sous la direction de Catherine Cocquery-Vidrovitch, ce qui en fera alors le premier docteur en histoire de la République centrafricaine.
Il rejoindra le MESAN et sera nommé membre de son comité politique par Bokassa, dans le cercle restreint des proches collaborateurs de l’empereur
Assistant et maître-assistant à la Faculté des Lettres et Sciences Humaines de Bangui et doyen de cette faculté de 1976 à 1979.
Il fut destitué de ce poste par Bokassa après les événements de janvier et avril 1979.
Il est nommé en 1982 chef du département d'histoire à l’université de Bangui où il exerça les fonctions de maître de conférences jusqu'à sa mort, le 27 novembre 1985.
Il est incinéré à Bimon sur la route de Mbaïki.
Sa thèse L'Afrique centrale insurgée. La guerre du Kongo-Wara 1928-1931, est publiée à titre posthume aux éditions l'Harmattan en 1986

## Œuvres
- Raphaël Nzabakomada-Yakoma, L'Afrique centrale insurgée. La guerre du Kongo-Wara 1928-1931, Paris, éditions L'Harmattan, 1986